# U.S. Avellino 1912

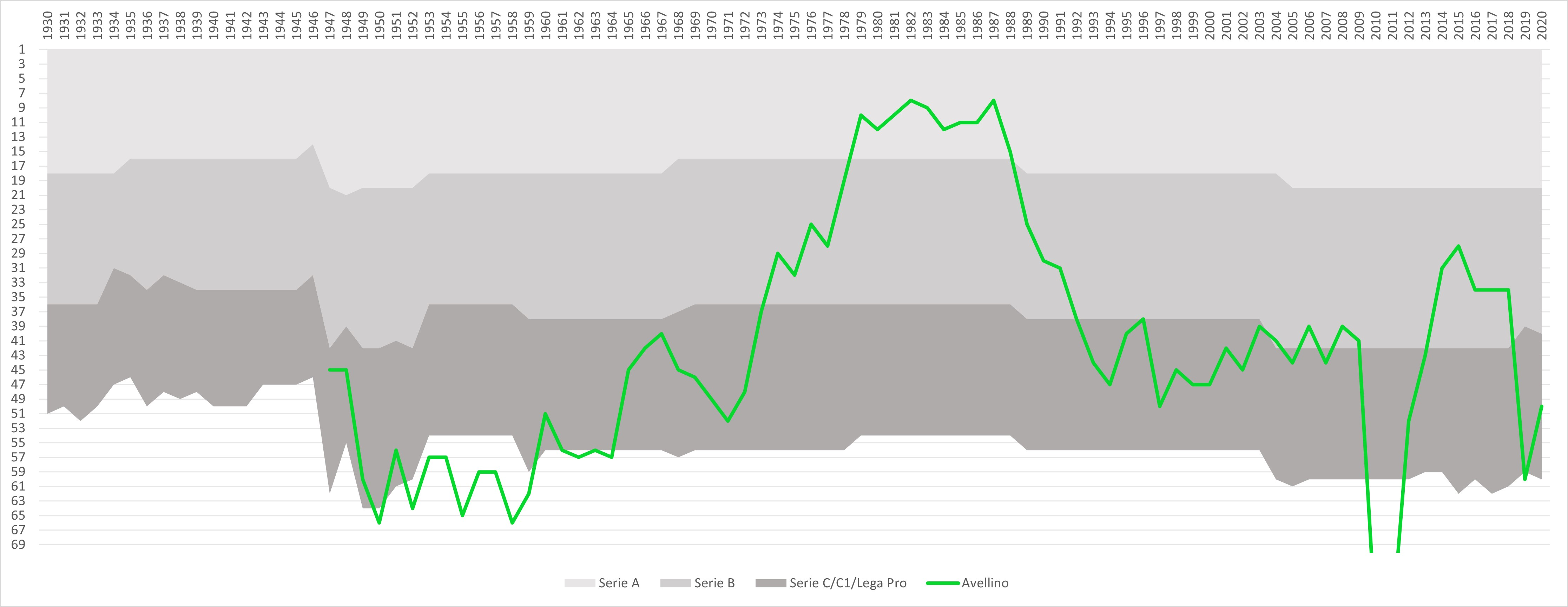
Quá trình tham gia của Avellino trong cấu trúc giải đấu bóng đá Ý từ năm 1960.

Calcio Avellino Società Sportiva Dilettantistica là một câu lạc bộ bóng đá Ý có trụ sở tại Avellino, Campania. Đội bóng chơi ở Serie D do nộp giấy tờ không đạt yêu cầu cho Serie B.
Là câu lạc bộ chính thức của US Avellino, đội đã phá sản vào năm 2009 và sau đó bị loại khỏi Serie B năm 2018, được nhận vào Serie D bởi Điều 52 của NOIF trong cùng năm. Câu lạc bộ được đổi tên thành Associazione Sportiva Avellino 1912 vào năm 2010 và được khôi phục thành Unione Sportiva Avellino 1912 ban đầu vào năm 2015, trước khi giả định cái tên hiện tại vào năm 2018.

## Lịch sử

### Thành lập
Câu lạc bộ được thành lập với tên US Avellino trong năm 1912 để trao cho thị trấn Avellino một đại diện bóng đá. Lịch sử ban đầu của câu lạc bộ khá mơ hồ khi họ chỉ thi đấu ở cấp độ thấp hơn so với các khu vực. Avellino thi đấu ở IV Divisione từ năm 1913 cho đến sau Thế chiến thứ hai; tương đương ngày nay với cấp độ đó là Serie D

### Xuất hiện sau chiến tranh
Đối với phần trước của lịch sử, câu lạc bộ đã không đạt được bất cứ điều gì đáng chú ý, cho đến khi được đưa vào Serie C cho mùa giải hậu chiến tranh 1945 Trong mùa giải 1946-47, họ suýt bỏ lỡ cơ hội lọt vào trận chung kết liên vùng, sau khi về thứ ba trong nhóm.
Avellino đánh bại những tên tuổi như Catania, Reggina và Messina để giành quyền thăng hạng lên Serie B vào cuối những năm 1940. Tuy nhiên, câu lạc bộ đã bị buộc tội dàn xếp trận đấu và liên đoàn đã quyết định loại bỏ quyền thăng hạng của họ, thay vào đó họ đưa họ xuống Serie D. Mặc dù đã trở lại Serie C nhưng sau một mùa giải, Avellino đã xuống hạng để trải qua sáu mùa giải liên tiếp ở cấp độ Serie D.
Cuối cùng Avellino trở lại, nhưng trong sáu mùa, Avellino đã thăng hạng lên Serie C trong ba trong số đó và bị xuống hạng hai lần.

### Tăng lên

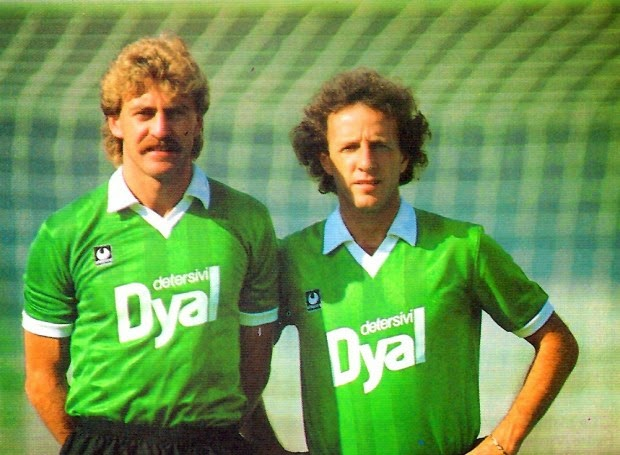
Walter Schachner và Dirceu với Avellino trong mùa 1986 1986

Avellino được thăng hạng Serie B năm 1973 và Serie A năm 1978. Một kỳ tích thực sự đáng chú ý đối với một tỉnh phía nam là 10 năm ở Serie A từ năm 1978 đến 1988, với câu lạc bộ giữ một vị trí giữa bãng trong phần lớn thời gian đó. Thành tích tốt nhất của họ là thứ 8 năm 1987, với một đội có sự tham gia của Angelo Alessio, Paolo Benedetti, Franco Colombiaa và Dirceu. Câu lạc bộ đã có xu hướng lên xuống giữa Serie B và C1 trong những năm kể từ đó.
Gần đây hơn, câu lạc bộ đã đánh dấu sự trở lại của Serie B sau khi đánh bại người hàng xóm Napoli trong trận chung kết play-off Serie C1 / B. Một mùa giải 2005 không thành công đã kết thúc bằng một trận thua trong trận playoff xuống hạng trước Albinoleffe (0-2, 3-2). Mùa giải 2006-07, với Giuseppe Galderisi làm huấn luyện viên trưởng, sau đó được thay thế bởi Giovanni Vavassori, kết thúc ở vị trí thứ hai trong mùa giải Serie C1 / B; sau đó tiếp theo là một mùa giải thành công với các trận play-off thăng hạng, trong đó Avellino đánh bại Foggia trong trận chung kết, do đó một lần nữa được thăng hạng lên Serie B. Tuy nhiên, điều này được theo sau bởi sự từ chức của Vavassori vào ngày 16 tháng 7 năm 2007, ngay sau khi ông được xác nhận là ông chủ Avellino, sau đó được thay thế bởi Maurizio Sarri hai ngày sau đó. Sarri đã từ chức một tháng sau đó, được thay thế bởi Guido Carboni và sau đó là Alessandro Calori. Mặc dù vậy, câu lạc bộ đã không thể thoát khỏi sự xuống hạng, kết thúc mùa giải ở vị trí thứ 19. Tuy nhiên, câu lạc bộ đã được chuyển đến Serie B sau đó để lấp chỗ trống giải đấu được tạo ra bởi sự tan rã của Messina.

### Rớt hạng và loại trừ khỏi Lega Pro
Đội đứng thứ hai từ dưới lên trong mùa giải 2008-09 và do đó bị xuống hạng. Vào ngày 9 tháng 7 năm 2009, tổ chức Covisoc (Ủy ban di động Vigilanza sulle Società Calcistiche, Ủy ban cảnh giác các câu lạc bộ bóng đá) tuyên bố rằng đội không vượt qua các yêu cầu tài chính để được tham gia giải đấu. Câu lạc bộ được phép kháng cáo quyết định cho đến ngày 11 tháng 7 năm 2009. Vào ngày 11 tháng 7, Avellino đã thất bại trong việc kháng cáo loại trừ.

Logo của đội Avellino Calcio.12

### Avellino Calcio.12 SSD khởi động lại từ Serie D
Một câu lạc bộ mới được thành lập vào mùa hè năm 2009 khi SSD Avellino Calcio.12 khởi động lại từ Serie D, kết thúc ở vị trí 5, nhưng ngày 4 tháng 8 năm 2010, họ sau đó đã được nhận vào Lega Pro Seconda Divisione để lấp chỗ trống. Thử thách này cho thấy họ trở thành đội mới nhất trong một chuỗi dài các câu lạc bộ Ý đã phải đối mặt với những khó khăn tài chính nghiêm trọng, chẳng hạn như Napoli và Fiorentina.

### Từ Lega Pro Seconda Divisione đến Serie B
Trong mùa giải 2010-11, đội đã trở thành Associazione Sportiva Avellino 1912 và chơi ở Lega Pro Seconda Divisione về thứ 4, bị đánh bại bởi Trapani trong trận chung kết play-off, nhưng ngày 4 tháng 8 năm 2011, sau đó lại được nhận vào Lega Pro Prima Divisione, để lấp chỗ trống. Trong mùa giải 2012-13 Avellino đã giành được Lega Pro Prima Divisione và đội có được sự thăng hạng ở Serie B. 

Một logo lịch sử của AS Avellino

### Loại trừ Serie B 2018 và bóng đá nghiệp dư
Năm 2018, Avellino đã bị loại khỏi Serie B do nộp giấy tờ đăng ký thành viên giải đấu được coi là không đầy đủ, do bảo lãnh ngân hàng trễ. Do đó, câu lạc bộ mới đã được điều chỉnh lại trong vòng vài ngày để gửi đơn đăng ký chơi tại Serie D.

## Màu sắc và huy hiệu
Màu sắc truyền thống của nó là màu xanh lá cây và trắng. Avellino có biệt danh là "Lupi", có nghĩa là sói, và câu lạc bộ của họ hiển thị một đầu sói.

## Cổ động viên
Avellino có nhiều cổ động viên bất chấp quy mô của thị trấn. Phần lớn người hâm mộ đến từ thành phố và khu vực lân cận mà còn từ miền bắc nước Ý nơi nhiều người trong số họ di cư. Sự cạnh tranh chính là với những người ủng hộ các đội trong khu vực khác như Salernitana, Benevento, Napoli và Juve Stabia. Ngoài ra đội còn có các đối thủ với Foggia, Bari, Taranto, Catania và Verona. Ngày nay không có sự kết đôi chính thức nhưng trong những năm ở Serie A đã có một sự kết giao với Juventus. Quan hệ bạn bè là với những cổ động viên Messina, Nocerina, Trapani, Sambenedettese, Cavese và Casertana.

## Danh hiệu
- Serie C1
  - Vô địch: 2002-03, 2012-13
  - Á quân: 1994-95, 2004-05, 2006-07
- Coppa Italia Serie C
  - Á quân: 1972-73
- Supercoppa di Lega di Prima Divisione
  - Vô địch: 2013